# RNAウイルス
RNAウイルスとは、ゲノムとしてリボ核酸 (RNA)をもつウイルスのこと。

## 分類
ウイルスは、ゲノム核酸としてデオキシリボ核酸(DNA)を持つDNAウイルスと、リボ核酸 (RNA)をゲノムとするRNAウイルスに分けられる。

### レトロウイルス
ゲノムRNAからDNAを介さずに遺伝情報が発現するタイプのウイルスと、ゲノムRNAをいったん逆転写酵素によってDNAとしてコピーしそのDNAから遺伝情報を読み出すタイプのものとがある。後者をとくにレトロウイルスと呼ぶ。

### 二本鎖RNAウイルスと一本鎖RNAウイルス
RNAウイルスは更に、二本鎖RNAウイルス(dsRNA)、一本鎖プラス鎖RNAウイルス（+鎖型）、一本鎖マイナス鎖RNAウイルス（−鎖型）に分類される。

### 一本鎖マイナス鎖RNAウイルスと一本鎖プラス鎖RNAウイルス
一本鎖プラス鎖RNAウイルスはウイルスゲノムRNAがそのまま翻訳されウイルスタンパク質が作られる。一本鎖の+鎖RNAウイルスはゲノム自体がmRNAとして機能し得る。SARSの原因であるコロナウイルスはこれに含まれる。レトロウイルスもここに含まれるが、上記のようにいったんDNAに遺伝情報を移す。
一本鎖マイナス鎖RNAウイルスではウイルスに由来するRNAポリメラーゼ（RNAを合成する酵素）により相補的なRNAが合成される。−鎖RNAウイルスゲノムはmRNAと相補的な塩基配列のためそのままではmRNAとして機能できない。これをRNA依存性RNAポリメラーゼによって+鎖に転写して機能する。

## RNAウイルス一覧
国際ウイルス分類委員会の2005年報告書第8版では、第1群と第2群はDNAウイルス、その他の第3群から第7群はRNAウイルスである。

### 二本鎖RNAウイルス(dsRNA)
- レオウイルス科：ロタウイルス
  - ブルータング
- オルトレオウイルス属（Orthoreovirus）
- 細胞質多角体病ウイルス(Cypovirus, CPV)

### 一本鎖マイナス鎖RNAウイルス
- オルトミクソウイルス科 : インフルエンザウイルス[1]
- センダイウイルス[1]
- ニューキャッスル病ウイルス[1]
- モノネガウイルス目
  - パラミクソウイルス科 : ムンプスウイルス、麻疹ウイルス、RSウイルス、センダイウイルス、ニパウイルス、ヘンドラウイルス
  - ラブドウイルス科 : 狂犬病ウイルス、リッサウイルス、水疱性口内炎ウイルス[1]
  - ボルナウイルス科ボルナウイルス属:ボルナ病ウイルス、鳥ボルナウイルス、爬虫類ボルナウイルス
- フィロウイルス科 : マールブルグウイルス、エボラウイルス
- ブニヤウイルス科 : クリミア・コンゴ出血熱ウイルス、SFTSウイルス、ハンタウイルス
- アレナウイルス科 （2 分節(S-RNAと L-RNA)の 1 本鎖の(-)鎖 RNA をゲノムに有するエンベロープウイルス[3]）：ラッサウイルス、マチュポウイルス、フニンウイルス

### 一本鎖RNA+鎖逆転写
- レトロウイルス科 : ヒト免疫不全ウイルス（HIV）、ヒトTリンパ好性ウイルス、サル免疫不全ウイルス、STLV
- 日本脳炎ウイルス[1]

### 一本鎖プラス鎖RNAウイルス
- ピコルナウイルス科[1]
  - ポリオウイルス
  - エンテロウイルス属
    - ライノウイルス

  - コクサッキーウイルス
  - エコーウイルス
  - A型肝炎ウイルス
- コロナウイルス科
  - SARSコロナウイルス
  - MERSコロナウイルス
  - SARSコロナウイルス2（2019新型コロナウイルス）
- カリシウイルス科 : ノロウイルス、ノーウォークウイルス、サポウイルス
- トガウイルス科 : 風疹ウイルス、チクングニアウイルス
- ノダウイルス科（英語版） : ウイルス性神経壊死症ウイルス
- フラビウイルス科 : 黄熱ウイルス、デング熱ウイルス、ジカウイルス、日本脳炎ウイルス、西ナイルウイルス、C型肝炎ウイルス、G型肝炎ウイルス

## 生物の進化とRNAウイルス

### レトロウイルス
RNAウイルスと宿主である人類とは共進化してきた。ウイルスが生物のゲノムに内在化した痕跡である「ウイルス化石」としてはこれまでにレトロウイルスが知られる。生物はレトロウイルスの遺伝子をゲノムに組み込み、内在性レトロウイルス(Endogenous retrovirus, ERV) として遺伝し、ゲノムの多様性を広げてきた。

### ボルナウイルス
2010年、大阪大学微生物病研究所は、ヒト、非ヒト霊長類、げっ歯類、ジリスのゲノム内に塩基配列「内在性ボルナ様Nエレメント（Endogenous Borna-like N,EBLN）」を発見した。またボルナ病の原因となるボルナウイルスを感染させた細胞で遺伝子が逆転写され、細胞のゲノムに挿入されること、逆転写酵素を持たないRNAウイルスが宿主のレトロトランスポゾンを利用してゲノムに挿入されることを示した。
この発見によってレトロウイルス以外にもRNAウイルスの一つボルナウイルスの遺伝子が取り込まれており、ウイルス感染が4000万年前までさかのぼることとなった。

## 文献
- 堀江真行、朝長啓造「哺乳動物ゲノムに内在する非レトロウイルス型RNAウイルスエレメント」『ウイルス』第60巻第2号、日本ウイルス学会、2010年、143-154頁。
- Masayuki Horie; Tomoyuki Honda; Yoshiyuki Suzuki; Yuki Kobayashi; Takuji Daito; Tatsuo Oshida; Kazuyoshi Ikuta; Patric Jern et al. (2010). “Endogenous non-retroviral RNA virus elements in mammalian genomes”. Nature 463:  84–87. doi:10.1038/nature08695.
- 朝長啓造「ボルナウイルス」『ウイルス』第62巻第2号、日本ウイルス学会、2012年、209-218頁、doi:10.2222/jsv.62.209。